# Dos Pueblos
Dos Pueblos es una localidad peruana, capital del distrito de Rinconada-Llícuar, perteneciente a la provincia de Sechura del departamento de Piura, en el norte del Perú.

## Demografía
En el 2017 Dos Pueblos tenía una población de 2999 habitantes, según el INEI.
| Gráfica de evolución demográfica de Dos Pueblos entre 1993 y 2017 |
|                                                                   |
| Fuentes: Población 1993 y 2017                                    |